# Lithophane amanda
Lithophane amanda är en fjärilsart som beskrevs av Smith 1900. Lithophane amanda ingår i släktet Lithophane och familjen nattflyn. Inga underarter finns listade i Catalogue of Life.